# Burgemeesterswijk en Hoogkamp
Burgemeesterswijk en Hoogkamp is een wijk in de Nederlandse stad Arnhem. De wijk is verdeeld in de Transvaalbuurt, Burgemeesterswijk, Gulden Bodem, Sterrenberg, Hoogkamp en de parken Sonsbeek en Zypendaal.